# Le Louroux
Le Louroux ist eine französische Gemeinde mit 531 Einwohnern (Stand: 1. Januar 2022) im Département Indre-et-Loire in der Region Centre-Val de Loire; sie gehört zum Arrondissement Loches und zum Kanton Descartes. Die Einwohner werden Lourousiens genannt.

## Geographie
Le Louroux liegt 17 Kilometer westlich von Loches und etwa 26 Kilometer südsüdöstlich von Tours. Umgeben wird Le Louroux von den Nachbargemeinden Louans im Norden, Tauxigny-Saint-Bauld im Nordosten und Osten, Manthelan im Osten und Süden, Bossée im Süden und Südwesten, Sainte-Maure-de-Touraine im Südwesten sowie Sainte-Catherine-de-Fierbois im Westen. An der östlichen Gemeindegrenze verläuft der Fluss Échandon. Südlich des Hauptortes liegt der Stausee Étang du Louroux, dessen Abfluss in einen Seitenarm des Échandon mündet. Im Gemeindegebiet liegt der Flugplatz Tours-Le Louroux.

## Bevölkerungsentwicklung
| Jahr                      | 1962 | 1968 | 1975 | 1982 | 1990 | 1999 | 2006 | 2012 | 2021 |
| Einwohner                 | 458  | 443  | 365  | 353  | 373  | 425  | 464  | 491  | 529  |
| Quelle: Cassini und INSEE |      |      |      |      |      |      |      |      |      |

## Sehenswürdigkeiten
- Kirche Saint-Sulpice, Monument historique
- Priorat mit Gutshof

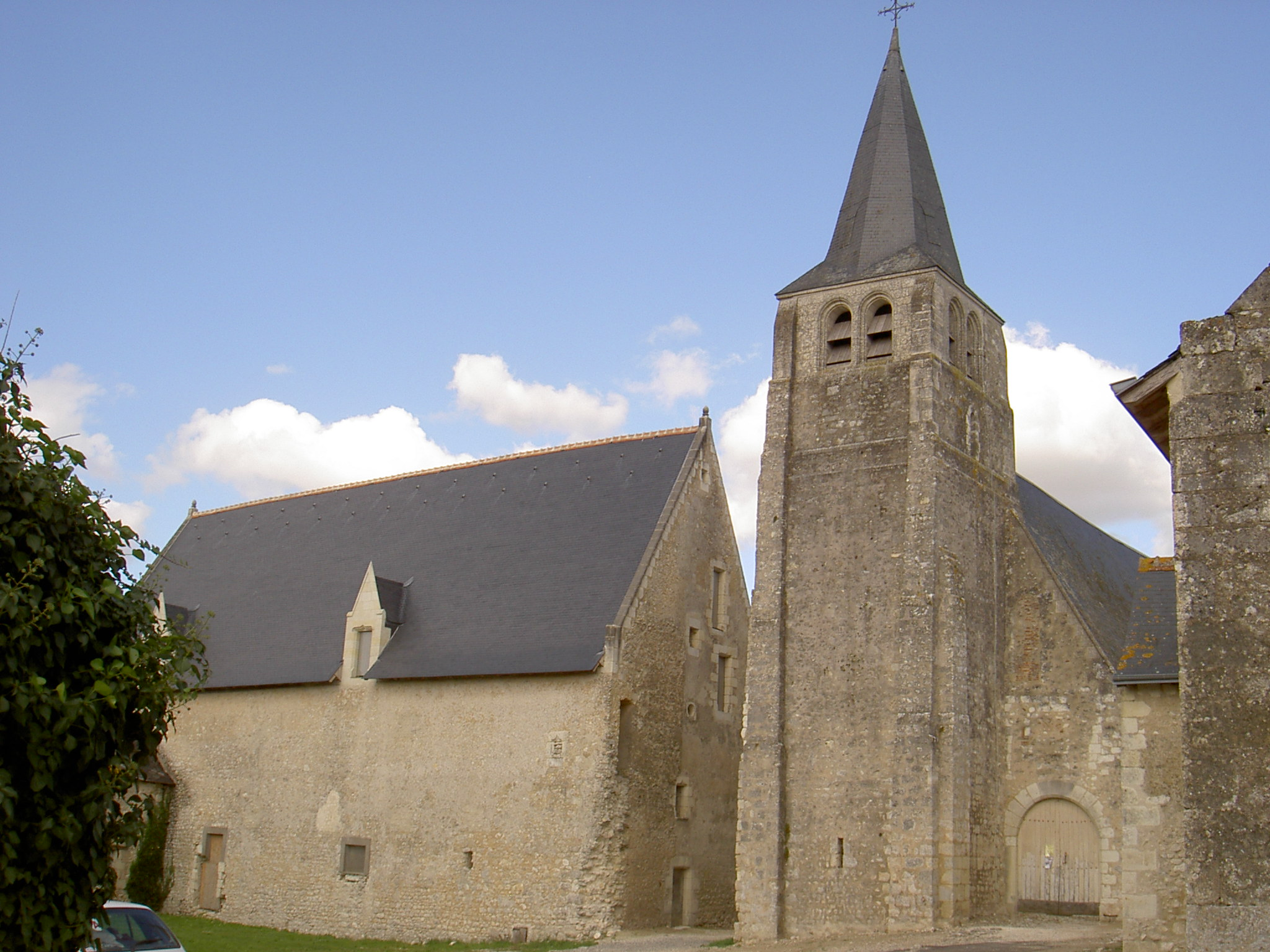
Kirche Saint-Sulpice
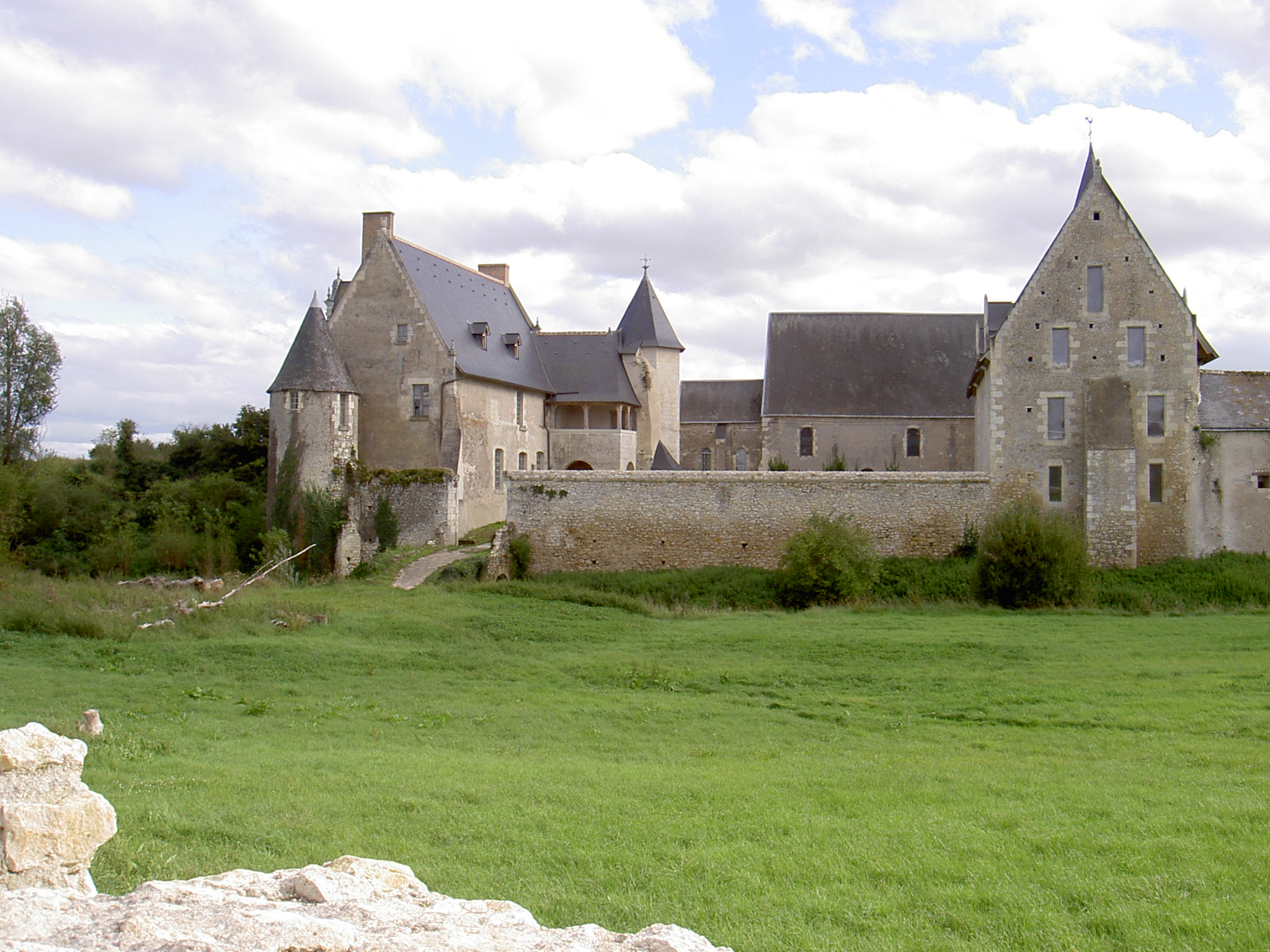
Gutshof beim Priorat
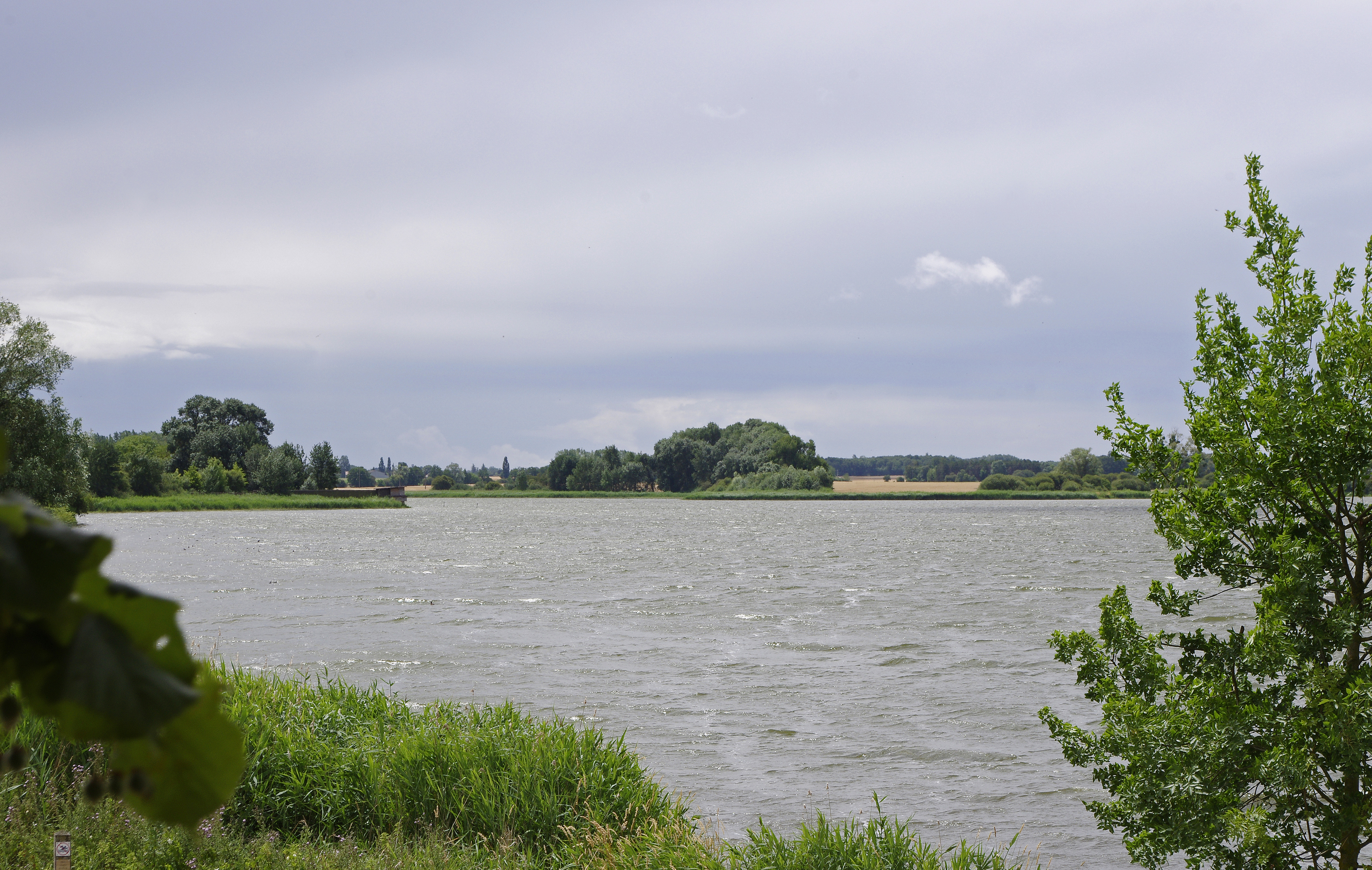
Der Étang du Louroux